# Isla Canigao
Isla Canigao es un islote situado en las Filipinas, cerca del municipio de Matalom. La zona es conocida por sus sitios de pesca abundantes y por las pintorescas áreas de arrecifes de coral adecuadas para el buceo.
Canigao está deshabitada, con un faro como la única significativa estructura artificial. Las playas son de arena blanca, con una fauna de mar tropical y arrecifes de corales en las aguas circundantes.
Administrativamente hace parte de la Provincia de Leyte.